# Fulleren
Fulleren est une commune française située dans l'aire d'attraction de Mulhouse et faisant partie de la collectivité européenne d'Alsace (circonscription administrative du Haut-Rhin), en région Grand Est.
Cette commune se trouve dans la région historique et culturelle d'Alsace.

## Géographie
Fulleren est un village du Sundgau faisant partie de l'arrondissement d'Altkirch et du canton de Masevaux.

### Communes limitrophes
| Saint-Ulrich | Ballersdorf |         |
| Mertzen      | Fulleren    |         |
|              |             | Friesen |

### Hydrographie

#### Réseau hydrographique
La commune est dans le bassin versant du Rhin au sein du bassin Rhin-Meuse. Elle est drainée par le ruisseau de Ballersdorf, le Dorfbaechle, le ruisseau de l'Étang Bas, le ruisseau de l'Étang le Grand Étang, le ruisseau de l'Étang Michel et le ruisseau de l'Étang Simmelache,,.

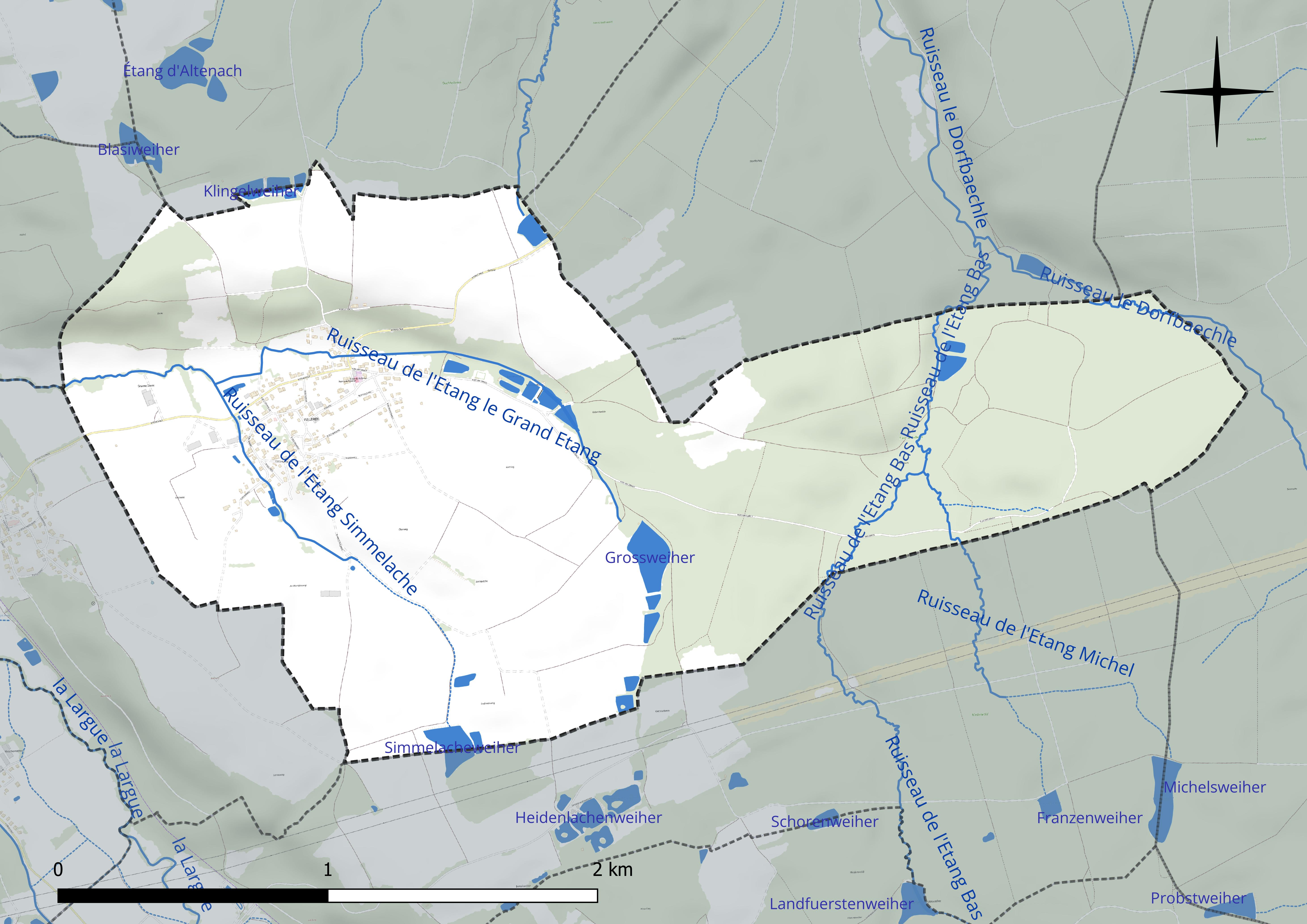
Réseau hydrographique de Fulleren.

Trois plans d'eau complètent le réseau hydrographique : Grossweiher (3,1 ha), Klingelweiher, d'une superficie totale de 1,1 ha (0,4 ha sur la commune) et Simmelacheweiher, d'une superficie totale de 1,8 ha (1,2 ha sur la commune),.

#### Gestion et qualité des eaux
Le territoire communal est couvert par le schéma d'aménagement et de gestion des eaux (SAGE) « Largue ». Ce document de planification concerne le bassin versant de la Largue et une zone située à l'ouest du périmètre (la région de Montreux). Ce territoire s'étend sur 385 km2. Le périmètre a été arrêté le 4 mars 1996 et le SAGE proprement dit a été approuvé le 24 septembre 1999 puis révisé le 17 mai 2016. La structure porteuse de l'élaboration et de la mise en œuvre est le Syndicat mixte pour l'aménagement et la renaturation du bassin versant de la Largue et du secteur de Montreux, qui a évolué en Epage le 1er janvier 2018, sous le nom de Epage Largue. 
La qualité des cours d’eau peut être consultée sur un site dédié géré par les agences de l’eau et l’Agence française pour la biodiversité. 

### Climat
Pour des articles plus généraux, voir Climat du Grand Est et Climat du Haut-Rhin.
En 2010, le climat de la commune est de type climat des marges montargnardes, selon une étude du Centre national de la recherche scientifique s'appuyant sur une série de données couvrant la période 1971-2000. En 2020, Météo-France publie une typologie des climats de la France métropolitaine dans laquelle la commune est exposée à un climat semi-continental et est dans la région climatique  Vosges, caractérisée par une pluviométrie très élevée (1 500 à 2 000 mm/an) en toutes saisons et un hiver rude (moins de 1 °C). 
Pour la période 1971-2000, la température annuelle moyenne est de 9,7 °C, avec une amplitude thermique annuelle de 17,7 °C. Le cumul annuel moyen de précipitations est de 971 mm, avec 11 jours de précipitations en janvier et 9,8 jours en juillet. Pour la période 1991-2020, la température moyenne annuelle observée sur la station météorologique de Météo-France la plus proche, « Carspach », sur la commune de Carspach à 5 km à vol d'oiseau, est de 11,0 °C et le cumul annuel moyen de précipitations est de 827,7 mm. 
La température maximale relevée sur cette station est de 38,1 °C, atteinte le 4 août 2022 ; la température minimale est de −17,7 °C, atteinte le 5 février 2012,,. 
Les paramètres climatiques de la commune ont été estimés pour le milieu du siècle (2041-2070) selon différents scénarios d'émission de gaz à effet de serre à partir des nouvelles projections climatiques de référence DRIAS-2020. Ils sont consultables sur un site dédié publié par Météo-France en novembre 2022.

## Urbanisme

### Typologie
Au 1er janvier 2024, Fulleren est catégorisée commune rurale à habitat dispersé, selon la nouvelle grille communale de densité à sept niveaux définie par l'Insee en 2022.
Elle est située hors unité urbaine. Par ailleurs la commune fait partie de l'aire d'attraction de Mulhouse, dont elle est une commune de la couronne,. Cette aire, qui regroupe 132 communes, est catégorisée dans les aires de 200 000 à moins de 700 000 habitants,.

### Occupation des sols
L'occupation des sols de la commune, telle qu'elle ressort de la base de données européenne d’occupation biophysique des sols Corine Land Cover (CLC), est marquée par l'importance des territoires agricoles (52,9 % en 2018), une proportion sensiblement équivalente à celle de 1990 (53,2 %). La répartition détaillée en 2018 est la suivante : 
forêts (41,8 %), terres arables (32,4 %), zones agricoles hétérogènes (20,4 %), zones urbanisées (5,3 %). L'évolution de l’occupation des sols de la commune et de ses infrastructures peut être observée sur les différentes représentations cartographiques du territoire : la carte de Cassini (XVIIIe siècle), la carte d'état-major (1820-1866) et les cartes ou photos aériennes de l'IGN pour la période actuelle (1950 à aujourd'hui).

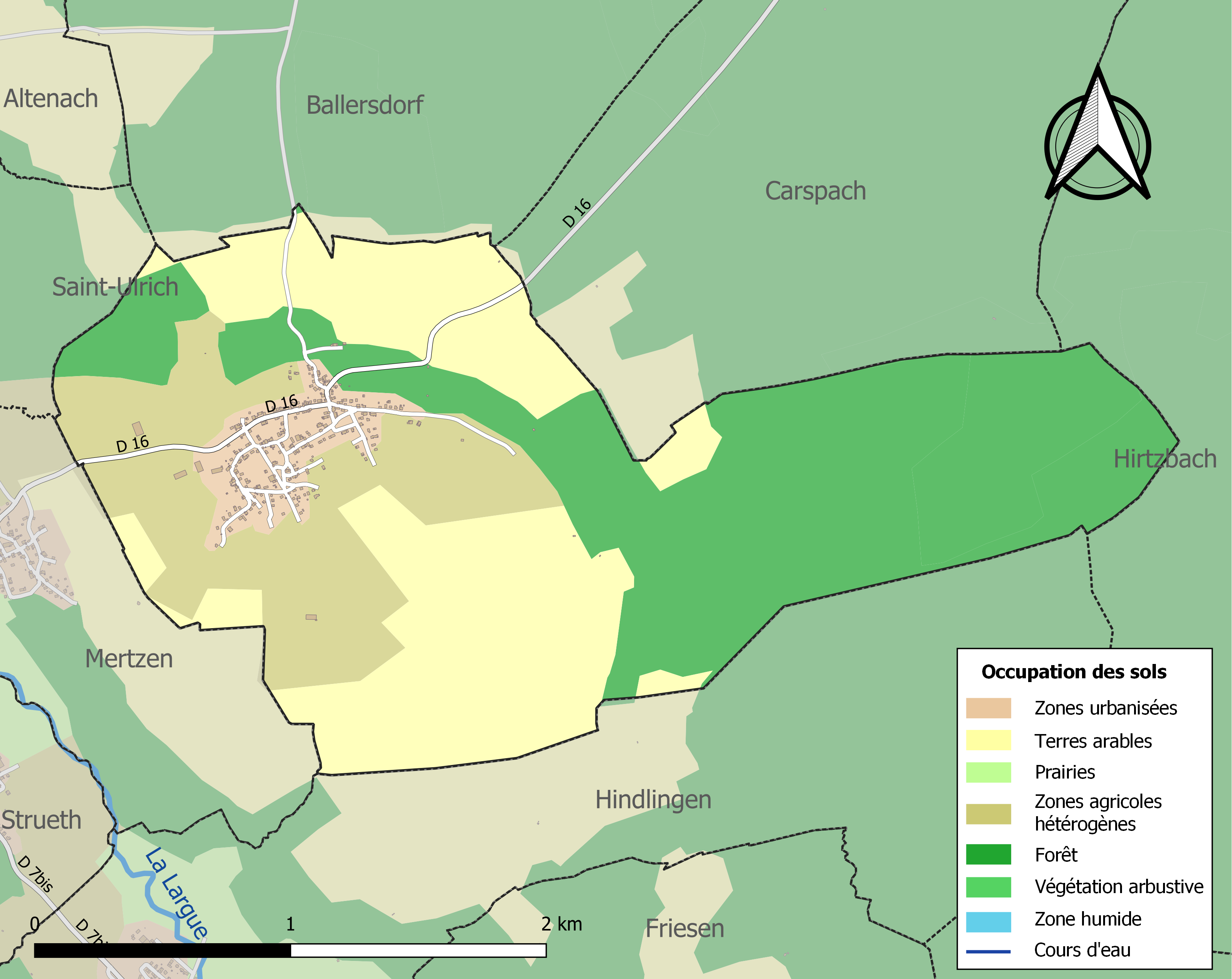
Carte des infrastructures et de l'occupation des sols de la commune en 2018 (CLC).

## Histoire

### Héraldique
| Blason de Fulleren | Les armes de Fulleren se blasonnent ainsi : « D'azur au pal d'or chargé d'une fourmi de sable. » |

## Politique et administration
| Période                                  | Période                   | Identité                                     | Étiquette | Qualité |
| ---------------------------------------- | ------------------------- | -------------------------------------------- | --------- | ------- |
| mars 1989                                | mars 2001                 | Bernard Mieschberger                         |           |         |
| mars 2001                                | mars 2014                 | Gérard Hislen                                |           |         |
| mars 2014                                | En cours (au 31 mai 2020) | Patrick Clory Réélu pour le mandat 2020-2026 | MEI       |         |
| Les données manquantes sont à compléter. |                           |                                              |           |         |

## Démographie
L'évolution du nombre d'habitants est connue à travers les recensements de la population effectués dans la commune depuis 1793. Pour les communes de moins de 10 000 habitants, une enquête de recensement portant sur toute la population est réalisée tous les cinq ans, les populations de référence des années intermédiaires étant quant à elles estimées par interpolation ou extrapolation. Pour la commune, le premier recensement exhaustif entrant dans le cadre du nouveau dispositif a été réalisé en 2004.

En 2022, la commune comptait 337 habitants, en évolution de −1,75 % par rapport à 2016 (Haut-Rhin : +0,66 %, France hors Mayotte : +2,11 %).
| 1793 | 1800 | 1806 | 1821 | 1831 | 1836 | 1841 | 1846 | 1851 |
| ---- | ---- | ---- | ---- | ---- | ---- | ---- | ---- | ---- |
| 381  | 430  | 401  | 417  | 478  | 474  | 509  | 502  | 479  |

| 1856 | 1861 | 1866 | 1871 | 1875 | 1880 | 1885 | 1890 | 1895 |
| ---- | ---- | ---- | ---- | ---- | ---- | ---- | ---- | ---- |
| 474  | 495  | 507  | 525  | 506  | 505  | 462  | 465  | 427  |

| 1900 | 1905 | 1910 | 1921 | 1926 | 1931 | 1936 | 1946 | 1954 |
| ---- | ---- | ---- | ---- | ---- | ---- | ---- | ---- | ---- |
| 410  | 377  | 396  | 342  | 346  | 338  | 288  | 278  | 264  |

| 1962 | 1968 | 1975 | 1982 | 1990 | 1999 | 2004 | 2006 | 2009 |
| ---- | ---- | ---- | ---- | ---- | ---- | ---- | ---- | ---- |
| 272  | 259  | 244  | 285  | 290  | 331  | 340  | 335  | 336  |

| 2014 | 2019 | 2022 | - | - | - | - | - | - |
| ---- | ---- | ---- | - | - | - | - | - | - |
| 340  | 339  | 337  | - | - | - | - | - | - |

## Lieux et monuments
- La chapelle Saint-Michel est située au centre du village. Elle est à l'emplacement de l'ancien château de Fulleren[27].
- Située en pleine forêt, une croix en pierre marque l'emplacement d'un village disparu au XVe siècle du nom de Rossburn[28].

|  |

## Manifestations
- Un grand marché aux puces est organisé chaque année depuis 1981 dans les rues du village : plus de 300 exposants envahissent le village dans un cadre champêtre, le deuxième dimanche du mois d'octobre. Cette manifestation, organisée par une association d'animation locale, est l'une des plus anciennes de ce type dans la région du Sundgau et attire chaque année des milliers de personnes qui flânent entre les maisons à colombages et reconnaissent l'odeur typique des tartes aux quetsches ou encore de la soupe aux pois préparée sur place.

## Personnalités liées à la commune
- Daniel Zimmermann, écrivain, éducateur, habitait Fulleren, dont il est souvent question dans Duel Correspondance (Le Cherche midi, 2004) ;
- Antoine Waechter, conseiller municipal depuis 2001, président du Mouvement écologiste indépendant, habite dans une ferme de la commune.